# Hôtel George-V
Pour les articles homonymes, voir George V.
Four Seasons Hotel George V est un hôtel construit en 1928, situé au 31 avenue George-V, dans le quartier des Champs-Élysées du 8e arrondissement de Paris. Il est la propriété du prince saoudien Al walid ben Talal Al Saoud mais reste géré par le groupe hôtelier Four Seasons Hotel.

## Histoire
L'hôtel a été commandité par l'homme d'affaires et architecte américain Joel Hillman à la fin des années 1920. Il est construit en 1928 par André Terrail et Georges Wybo pour un budget de 31 millions de dollars, soit 60 millions de francs. Ces derniers sont bien connus : le premier est restaurateur et propriétaire de La Tour d'Argent, l'hôtel nouvellement construit au 31, avenue George-V faisant face à son hôtel particulier ; le second est l'architecte du casino de Deauville et de la reconstruction du Printemps Haussmann à la suite de l'incendie de 1921. Son aspect extérieur est du style des années 1930, neuf étages d'une grande sobriété.
Le démarrage de l'hôtel voit une grande proportion de clientèle américaine (plus des deux tiers), descendus des paquebots transatlantiques. Des bureaux sont installés à Cherbourg pour recevoir les clients dès leur arrivée.
Joel Hillman se voit contraint de céder le George V au lendemain du Jeudi Noir du 24 octobre 1929 à un groupe bancaire. Il est racheté en 1931 par le financier et hommes d'affaires François Dupré et une nouvelle aile est construite par les architectes d'origine, destinée à des appartements loués à l'année ou la saison, bénéficiant des services de l'hôtel. Ce dernier apporte à l'hôtel de nombreux objets d'art, tels que des tapisseries des Flandres, meubles Boulle, un Renoir et un Dufy.
En 1962, l'hôtel est acheté par le groupe hôtelier britannique Forte, qui le cède en 1996 au groupe Granada. En 1997, il est racheté par le prince Alwaleed.
En 1964, les Beatles ont séjourné dans cet hôtel pour leur tournée en France et leurs 18 jours de concerts à L'Olympia. Après avoir fait monter un piano dans leur suite, Paul McCartney y a écrit Can't Buy Me Love. En revanche, Jim Morrison ne l'appréciait pas, qualifiant l'hôtel de « bordel avec des tapis rouges ».
Bien qu'étant propriété du prince Alwaleed, l'hôtel George-V fait aujourd'hui partie de la chaîne hôtelière Four Seasons Hotels & Resorts, qui en a la gestion.
Depuis le 13 septembre 2011, Four Seasons Hotel George V a rejoint l'ensemble des palaces de France.
En 2017, le prince Alwaleed est détenu en Arabie saoudite au Ritz Carlton de Riyad pour corruption.

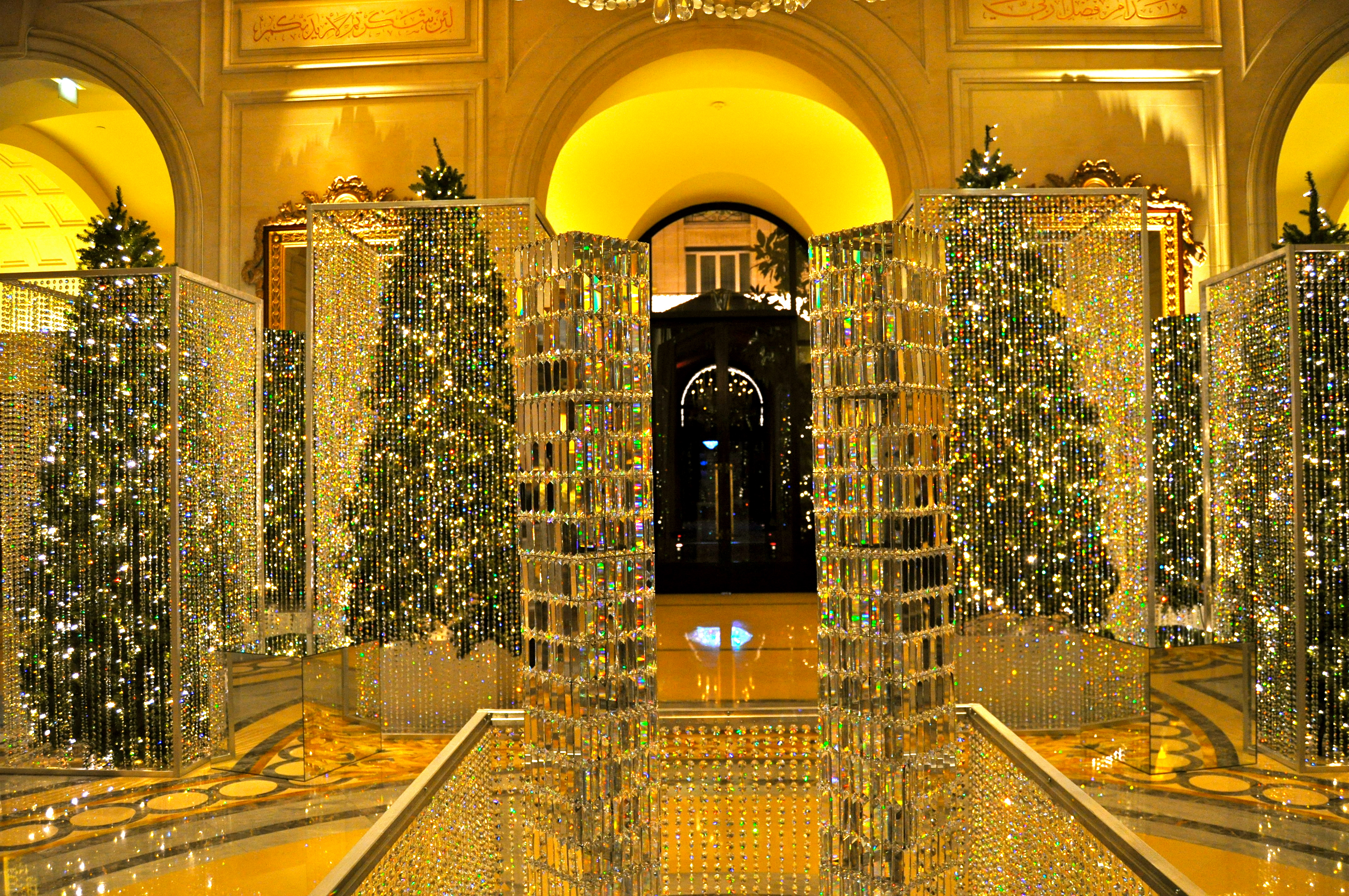
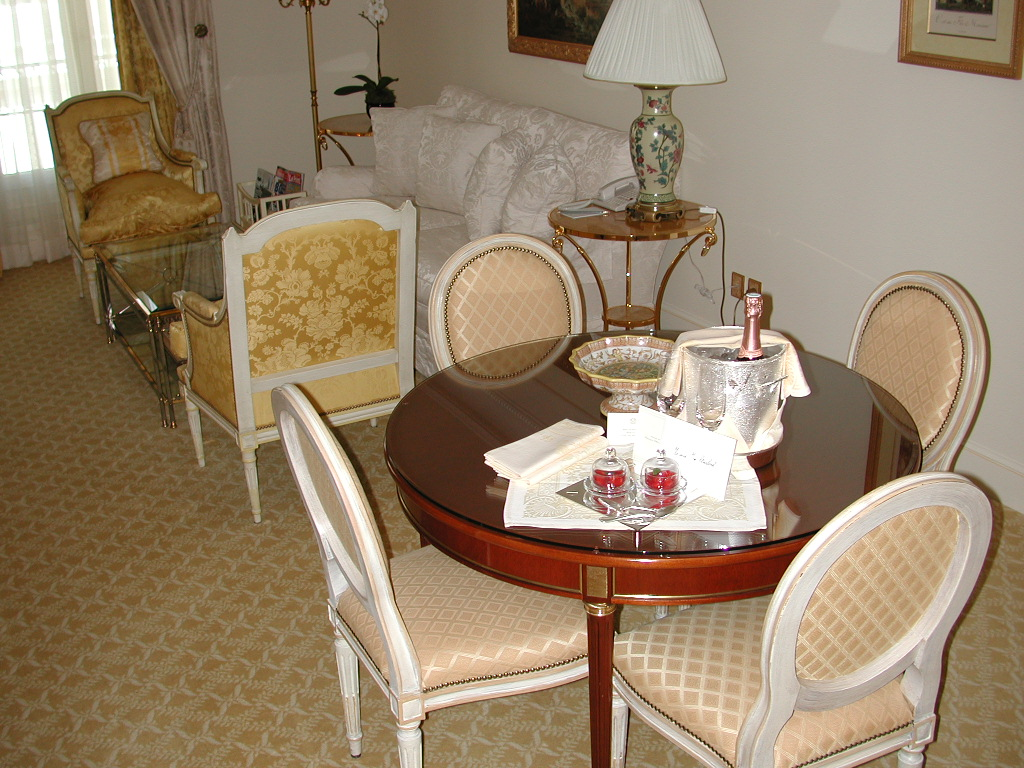

## Caractéristiques
L'hôtel dispose de 244 chambres réparties en trois catégories : Superior, Delux et Premium. L'établissement dispose aussi de 59 suites dont certaines ont une vue sur la basilique du Sacré-Cœur de Montmartre ou la tour Eiffel. Il propose aussi 7 salons de réception de 12 à 900 personnes pour organiser des conférences, réceptions, cocktails, soirées de gala. 
Le spa, inauguré en 2018, propose des services divers tels qu'une piscine couverte de 17 mètres, hydrothérapie, massages, hammam, jacuzzi, institut de beauté, salon de coiffure. Il dispose aussi d'un centre de remise en forme de 90 m2. À l'intérieur de l'hôtel se trouvent aussi des boutiques, un service de blanchisserie, un voiturier.

## Restauration
- Restaurant gastronomique « Le Cinq » (chef cuisinier : Christian Le Squer, chef pendant 12 ans et  au Guide Michelin 2016).
- Restaurant « Le George » (chef cuisinier: Simone Zanoni)  au guide Michelin 2017.
- Restaurant « L'Orangerie » (chef cuisinier: Alan Taudon)  au guide Michelin 2019.
- Restaurant traditionnel et salon de thé : « La Galerie ».
- Service de restauration en chambre.